# 圣塞纳拉拜
圣塞纳拉拜（法語：Saint-Seine-l'Abbaye，發音：[sɛ̃ sɛn labei]），法国中北部市镇，位于勃艮第-弗朗什-孔泰大区科多尔省，隶属于第戎区，其市镇面积为3.84平方公里，2022年1月1日时人口数量为361人，在法国市镇中排名第19,880位（2022年）。
圣塞纳拉拜位于科多尔省中部，连接第戎和塞纳河畔沙蒂永之间的公路由此通过。

## 地名来源

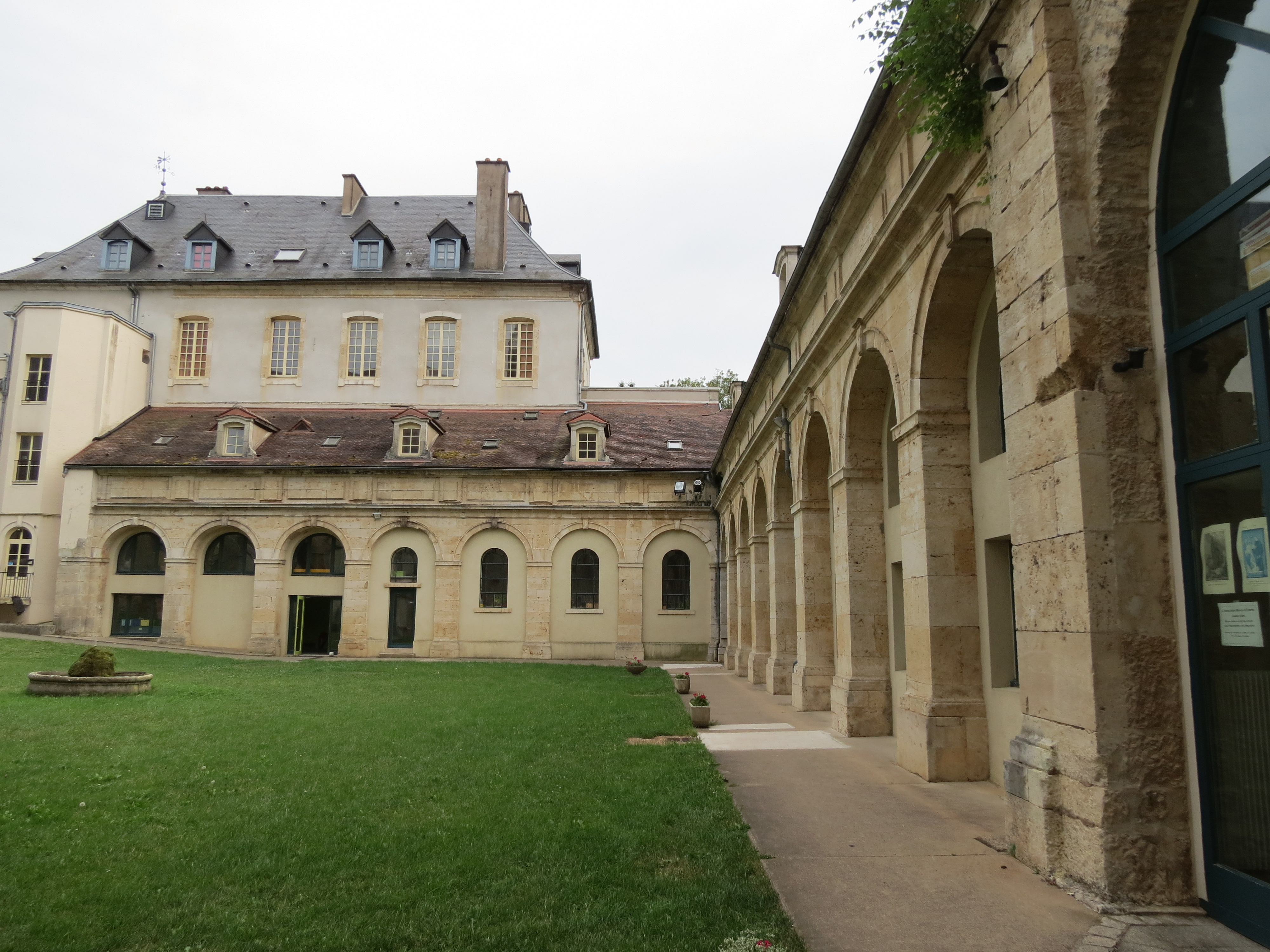
圣塞纳修道院的庭院

根据当地民间传说，“Saint-Seine”一名出自天主教同名圣人，该名称曾被写作“Soigne”及“Seigne”；“-l'Abbaye”这一后缀则于十九世纪初被添加。法国大革命期间，该地的官方名称曾被更改为“Seine en Montagne”。

## 历史
圣塞纳拉拜的早期历史尚不清楚。公元六世纪时，天主教圣人塞纳在此地创建修道院。公元十二世纪时，圣塞纳修道院得到扩建，当地道士活动日趋频繁，其院外亦开始形成聚落。中世纪中后期，圣塞纳修道院又修建了道士宫。1255年，圣塞纳修道院被诺曼人烧毁，此后直至十八世纪中期才恢复重建。法国大革命后，圣塞纳拉拜成为科多尔省的一个市镇，并自1793年起成为该省的一个县治。2014年，圣塞纳拉拜县被撤销。

## 地理

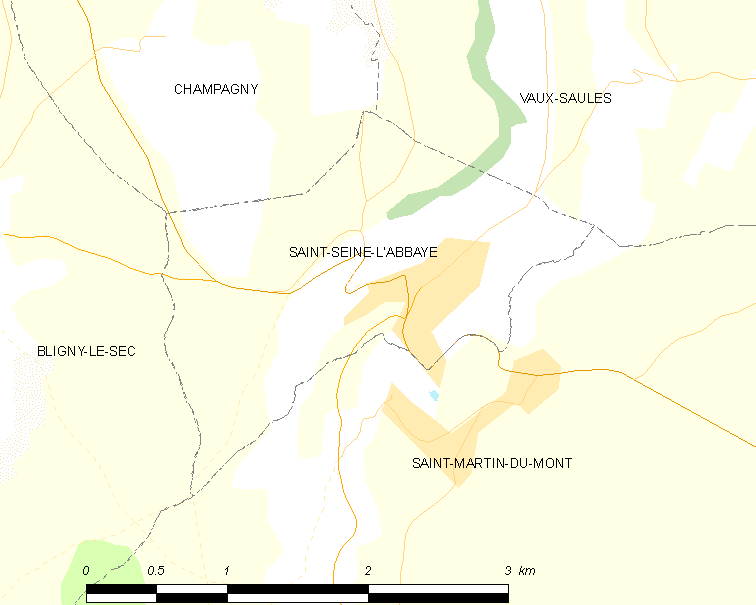
圣塞纳拉拜市镇范围地图

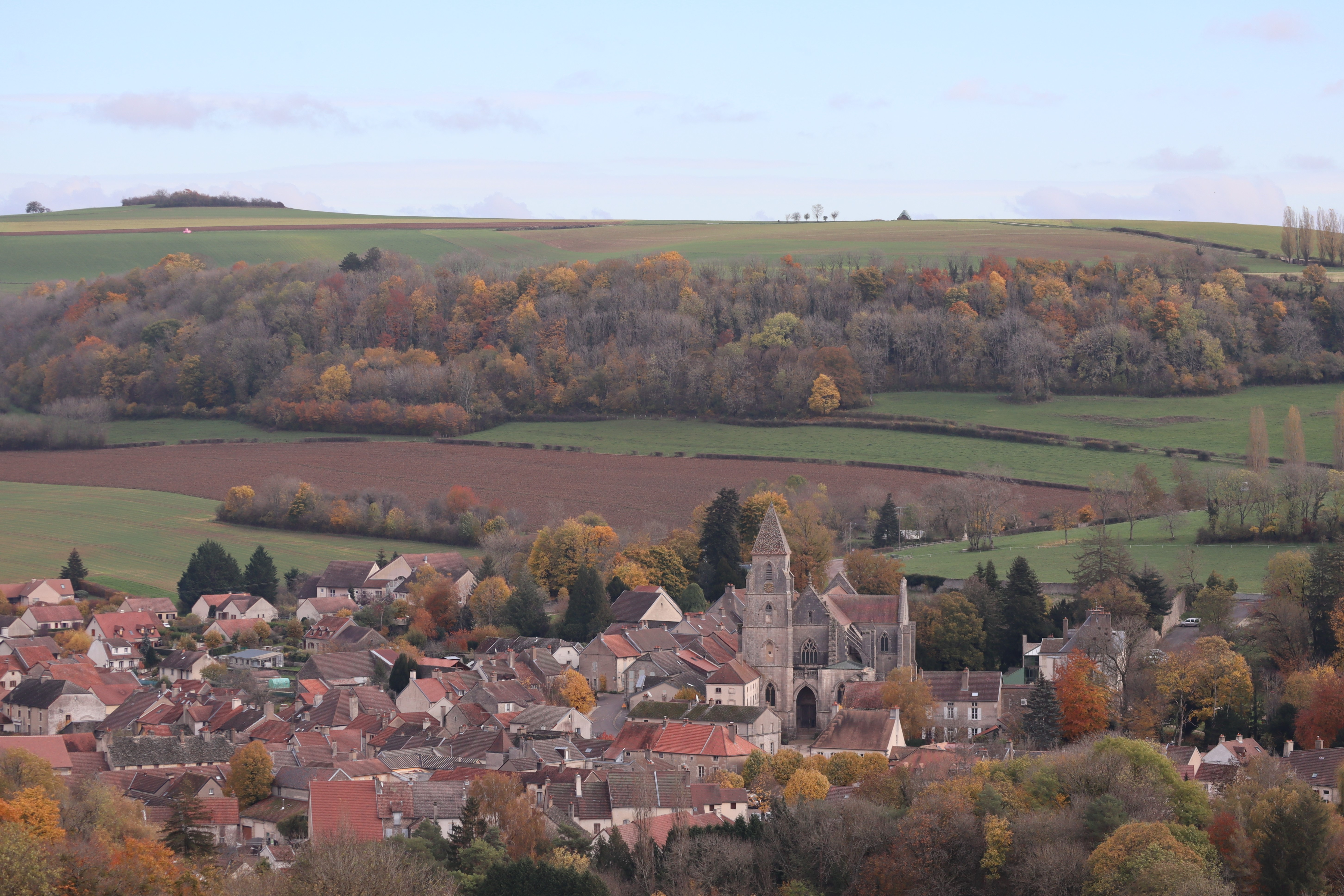
远眺圣塞纳拉拜镇中心及后方的缓丘

圣塞纳拉拜位于法国中北部偏东，勃艮第-弗朗什-孔泰大区北部偏西和科多尔省中部，距离省会第戎大约27公里。与圣塞纳拉拜接壤的市镇包括：布利尼勒塞克、尚帕尼、圣马丹迪蒙和沃索勒。

### 地形
圣塞纳拉拜位于科多尔山北部腹地，境内以浅丘为主，市镇中心位于一处地势较为低洼的河谷地带，西北和东南两侧为向外抬升的坡地，全境海拔在429到570米之间。

### 水文
圣塞纳拉拜位于罗讷河流域范围内，其四级支流乌涅河自西南向东北流经镇中心，该河的左岸支流拉沃河（Le Laveau）则发源于圣塞纳拉拜市镇范围西北部并向北流出市境。

### 植被
圣塞纳拉拜属于温带阔叶混交林区，林地多分布于河流附近及坡地地带。
在鲜花城市的评比中，圣塞纳拉拜暂未被评级。

### 自然灾害
圣塞纳拉拜的地震危险度等级为1级，属于极低危险；氡辐射等级为1级，属于低危险。1982至2025年4月间，圣塞纳拉拜境内共发生4次有记录的自然灾害，其中2次洪涝，2次干旱。

### 气候
圣塞纳拉拜在柯本气候分类法中属于带有一定大陆性气候特征的温带海洋性气候（Cfb）。

## 行政区划
圣塞纳拉拜的市镇编号为21573，邮政编号为21440。
在行政管理方面，圣塞纳拉拜隶属于法国勃艮第-弗朗什-孔泰大区科多尔省第戎区；在地方选举方面，圣塞纳拉拜隶属于方丹莱第戎县，其市镇范围全境被划入科多尔省第四选区；在社会管理方面，圣塞纳拉拜是森林-塞纳-叙宗市镇公共社区的组成部分。
截至2025年4月，圣塞纳拉拜市镇范围内暂无任何安全优先街区及城市政策优先街区。
法国国家统计与经济研究所（简称“INSEE”）在进行数据统计时，未将圣塞纳拉拜划入任何城市核心区（Unité urbaine），另将包括圣塞纳拉拜在内的周边共333个市镇划为第戎城市辐射区。此外，INSEE还将圣塞纳拉拜市镇整体看作一个“块区”（IRIS），以便于统计人口分布情况。

## 交通

### 公路
科多尔省省道D16线、D103d线和D971线在圣塞纳拉拜境内交汇。勃艮第-弗朗什-孔泰大区城际客运（商业名称为“Mobigo”）下属的科多尔省城际客运124线经停圣塞纳拉拜，可通往第戎、塞纳河畔沙蒂永等地。
2021年，63.6%的圣塞纳拉拜家庭拥有至少一辆私人汽车。2015年，圣塞纳拉拜境内共发生各类交通事故1起，造成1人重伤。
|  | 20 |

| 第戎 | 27 |

| 塞纳河畔沙蒂永 | 57 |

| 松贝农 | 18 |

### 铁路
距离圣塞纳拉拜最近的运营中的客运铁路车站为10公里外的韦雷站，该站停靠往返于莱洛姆-阿莱西亚和第戎一线的区域列车。

### 航空
圣塞纳拉拜距离多勒机场的公路里程大约81公里。

### 城市公共交通
截至2025年4月，圣塞纳拉拜暂无城市公共交通系统。

## 政治
圣塞纳拉拜的现任市长为达尼埃尔·马尔格拉先生（Daniel MALGRAS），他的党籍不详，在2020年的市政选举中获得了100%的支持率（无其他候选人）。
在2022年的法国总统大选的第二轮选举中，法国第25任总统埃马纽埃尔·马克龙在圣塞纳拉拜获得了66.67%的支持率。

## 人口
2022年，圣塞纳拉拜市镇人口数量为361，在法国排名第19,880位。其中男性177人，女性187人，75岁及以上人口占12.9%，外籍人口数量为11人，人口密度为94人/平方公里，当地居民被称为（男性）或（女性）。2015至2021年间，圣塞纳拉拜的人口增长率为–0.5%。2022年，圣塞纳拉拜境内出生4人，死亡人口11人。
| 圣塞纳拉拜1901年－2022年人口变化情况 |
|                                      |
| 数据来源：Cassini、INSEE             |

## 经济
圣塞纳拉拜是一个区域性的中心城市。INSEE于2020年将圣塞纳拉拜划入第戎就业区（Zone d'emploi de Dijon），并又于2022年将其划入第戎生活区（Bassin de vie de Dijon）。截至2024年底，圣塞纳拉拜市镇范围内共有各类用人单位（包含自雇）111家，比上一年同期减少2家。

## 财政与居民收入
2023年，圣塞纳拉拜的财政收入总额为646,590欧元，财政支出总额为448,540欧元，当年的债务总额为2,149,650欧元。2023年，圣塞纳拉拜市镇通过增值税获得180,050欧元的收入，此外当地还共获得了157,460欧元的国家直接财政补助。
| 圣塞纳拉拜居民收入情况                                                                             | 圣塞纳拉拜居民收入情况 | 圣塞纳拉拜居民收入情况 | 圣塞纳拉拜居民收入情况 |
| 内容                                                                                               | 圣塞纳拉拜             | 科多尔省               | 法國                   |
| -------------------------------------------------------------------------------------------------- | ---------------------- | ---------------------- | ---------------------- |
| 居民平均时薪                                                                                       | 不详                   | 15.5欧元（2022年）     | 17欧元（2022年）       |
| 高级职员人均时薪                                                                                   | 不详                   | 25.7欧元（2022年）     | 29.1欧元（2022年）     |
| 中级职员人均时薪                                                                                   | 不详                   | 16欧元（2022年）       | 16.6欧元（2022年）     |
| 普通职员人均时薪                                                                                   | 不详                   | 12欧元（2022年）       | 12.1欧元（2022年）     |
| 工人人均时薪                                                                                       | 不详                   | 12.4欧元（2022年）     | 12.5欧元（2022年）     |
| 贫困率                                                                                             | 不详                   | 11.8%（2021年）        | 14.5%（2021年）        |
| 青壮年（15至64岁）失业率                                                                           | 8.3%（2021年）         | 10%（2021年）          | 10.4%（2021年）        |
| 家庭总数                                                                                           | 143（2022年）          | 330（2022年）          | 1,160（2022年）        |
| 征税家庭数量占比                                                                                   | 39.0%（2023年）        | 55.8%（2022年）        | 44.8%（2022年）        |
| 家庭年均纳税                                                                                       | 2,597欧元（2023年）    | 3,821欧元（2022年）    | 4,481欧元（2022年）    |
| *注：INSEE未公布2,000人口以下市镇的部分经济数据。 资料来源：INSEE、L'Internaute、Le Journal du Net |                        |                        |                        |

## 社会事务

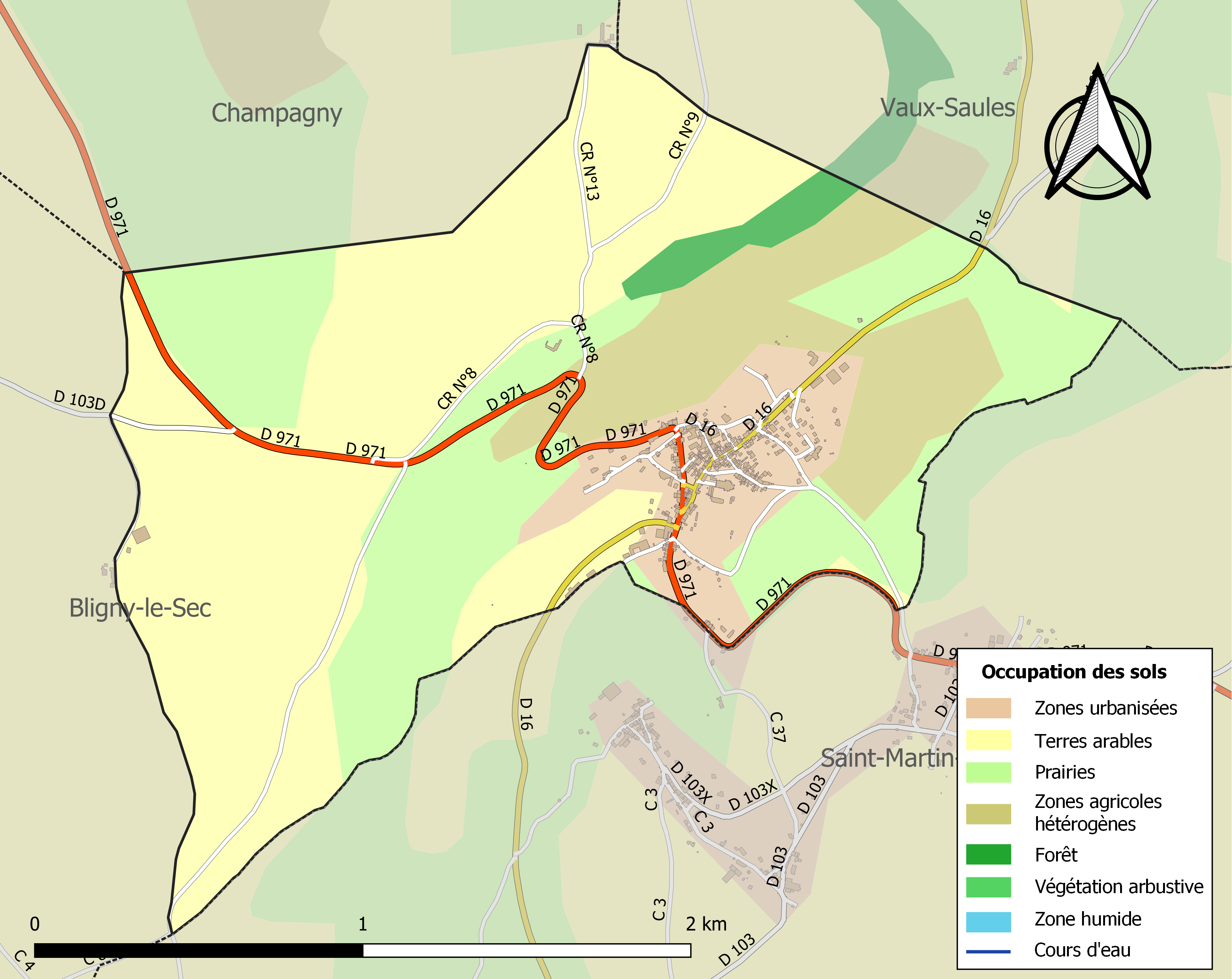
圣塞纳拉拜土地利用情况地图

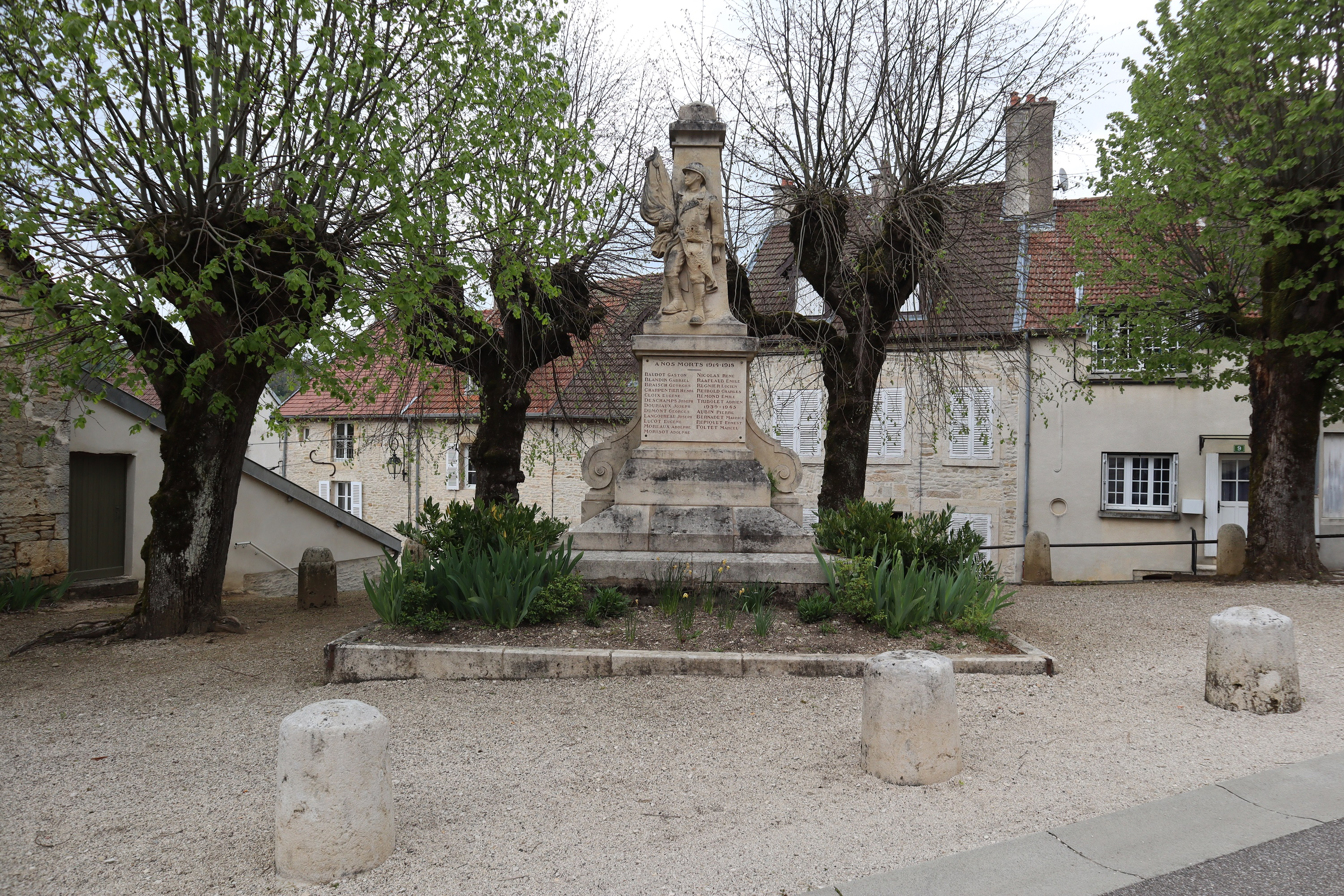
烈士纪念碑广场

### 教育
圣塞纳拉拜属于第戎学区。截至2023年1月1日，圣塞纳拉拜境内共有1所小学。

### 医疗
截至2023年1月1日，圣塞纳拉拜境内共有全科医生2名、保健师4名、护士3名、药房1家、养老院1家。
距离圣塞纳拉拜最近的区域性医疗机构为第戎勃艮第大学中心医院，后者也是勃艮第大学的教学医院，其主病区医院位于第戎市区东部，距离圣塞纳拉拜市区的正常车程大约30分钟，该院设有床位1,375个，是勃艮第-弗朗什-孔泰大区规模最大的公立综合性医院。

### 住房
2021年，圣塞纳拉拜境内共有各类住房209套，其中82.8%为独立式住宅，17.2%为集中式住宅。常住房屋占圣塞纳拉拜市镇范围内居民建筑总量的70.3%。2023年，圣塞纳拉拜的居住税率为8.36%，不动产税率为28.26%（其中空置土地的不动产税率为22.34%）。
在住房保障政策方面，2023年，圣塞纳拉拜境内共有60户家庭获得了家庭津贴补助，受益人数占总人口数量的16.6%，其中25份为房租补助。

### 商业
2021年，圣塞纳拉拜境内共有各类实体商铺16家，其中餐厅1家、杂货店3家、面包房1家、银行门店1家、美容美发店1家。

### 体育
2023年，圣塞纳拉拜境内共有1间体育馆、1处网球场以及1处足球或橄榄球场。
截至2025年4月，圣塞纳拉拜境内暂无任何注册足球俱乐部。

### 环境
圣塞纳拉拜的环境事务由其所属的森林-塞纳-叙宗市镇公共社区联合各级政府协调负责。2021年，圣塞纳拉拜境内暂无污染企业。

### 治安
2021年，圣塞纳拉拜市镇范围内共有1处宪兵队。
2023年，圣塞纳拉拜市镇范围内累计记录各类案件11起，其中盗窃类案件3起，人身侵犯类案件5起，毒品交易类案件2起。

## 文化

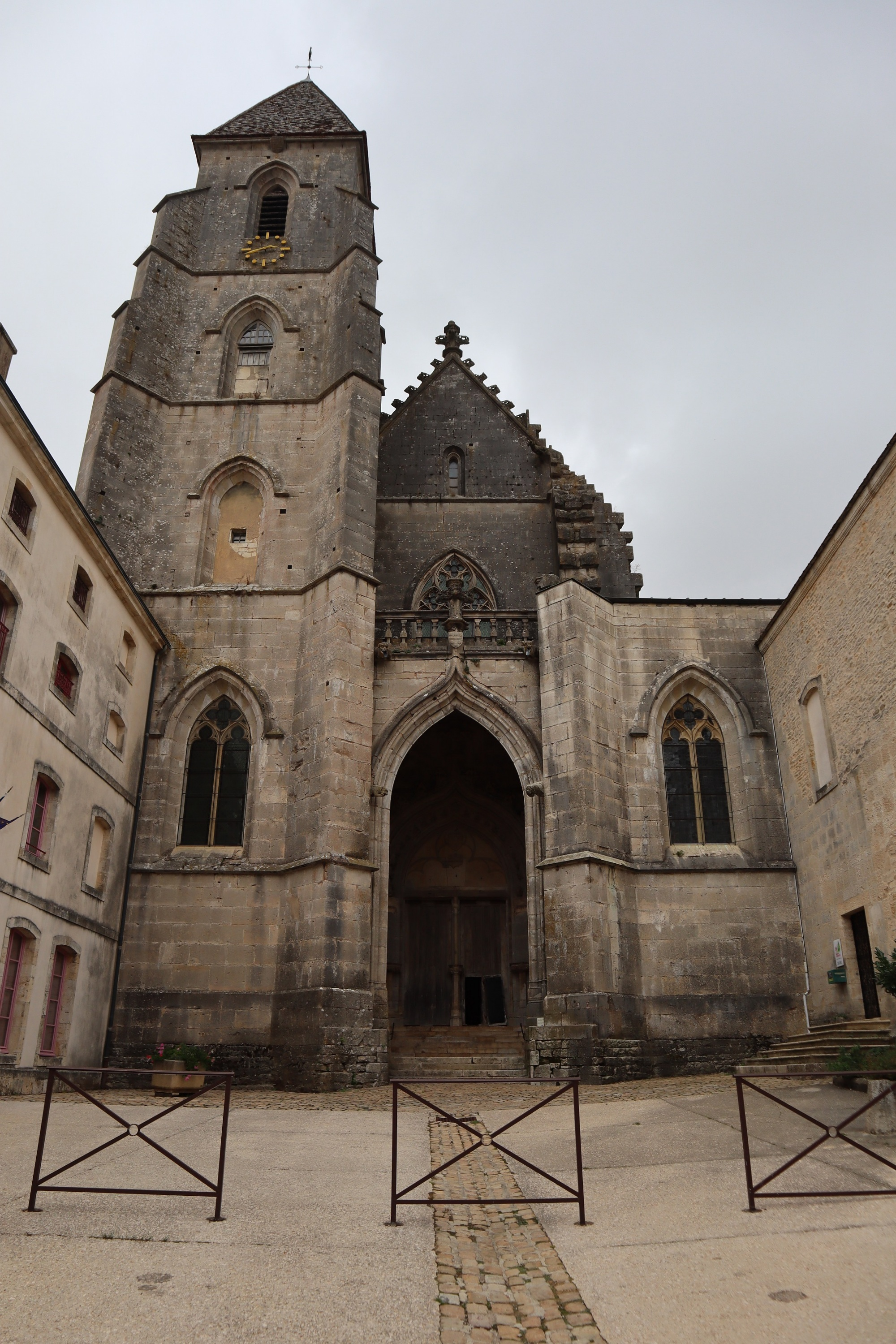
圣塞纳修道院

2021年，圣塞纳拉拜境内暂无任何文化设施。圣塞纳拉拜境内建有多媒体中心（Médiathèque），每周三至六向公众开放。

### 建筑
截至2025年4月，圣塞纳拉拜境内共有3处建筑被列入法国国家文物保护单位，包括圣塞纳修道院、修道院宫（Palais abbatial）和萨马里泰讷喷泉（Fontaine de la Samaritaine）。

### 旅游
圣塞纳拉拜的旅游事务由其所属的森林-塞纳-叙宗市镇公共社区联合各级政府协调负责。2024年，圣塞纳拉拜境内共有2家酒店共计22间房间；另有1个露营地，可容纳共50辆露营车。

### 媒体
法国主要的媒体均可在圣塞纳拉拜接收，法国电视三台下属的勃艮第-弗朗什-孔泰大区频道在部分时段播出圣塞纳拉拜所在科多尔省的地方新闻。《公共财产报》、Ici勃艮第等是当地主要的地方性媒体。

## 友好城市
截至2025年4月，圣塞纳拉拜暂未建立任何友好城市关系。